# Dorfkirche Duckow

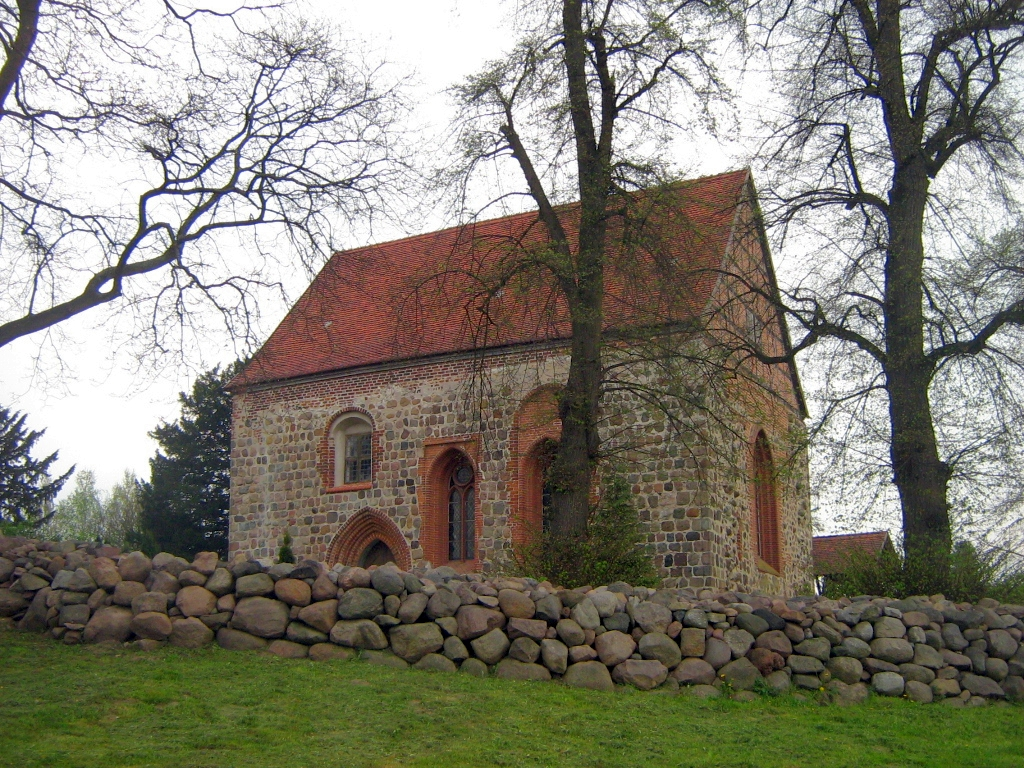
Dorfkirche Duckow

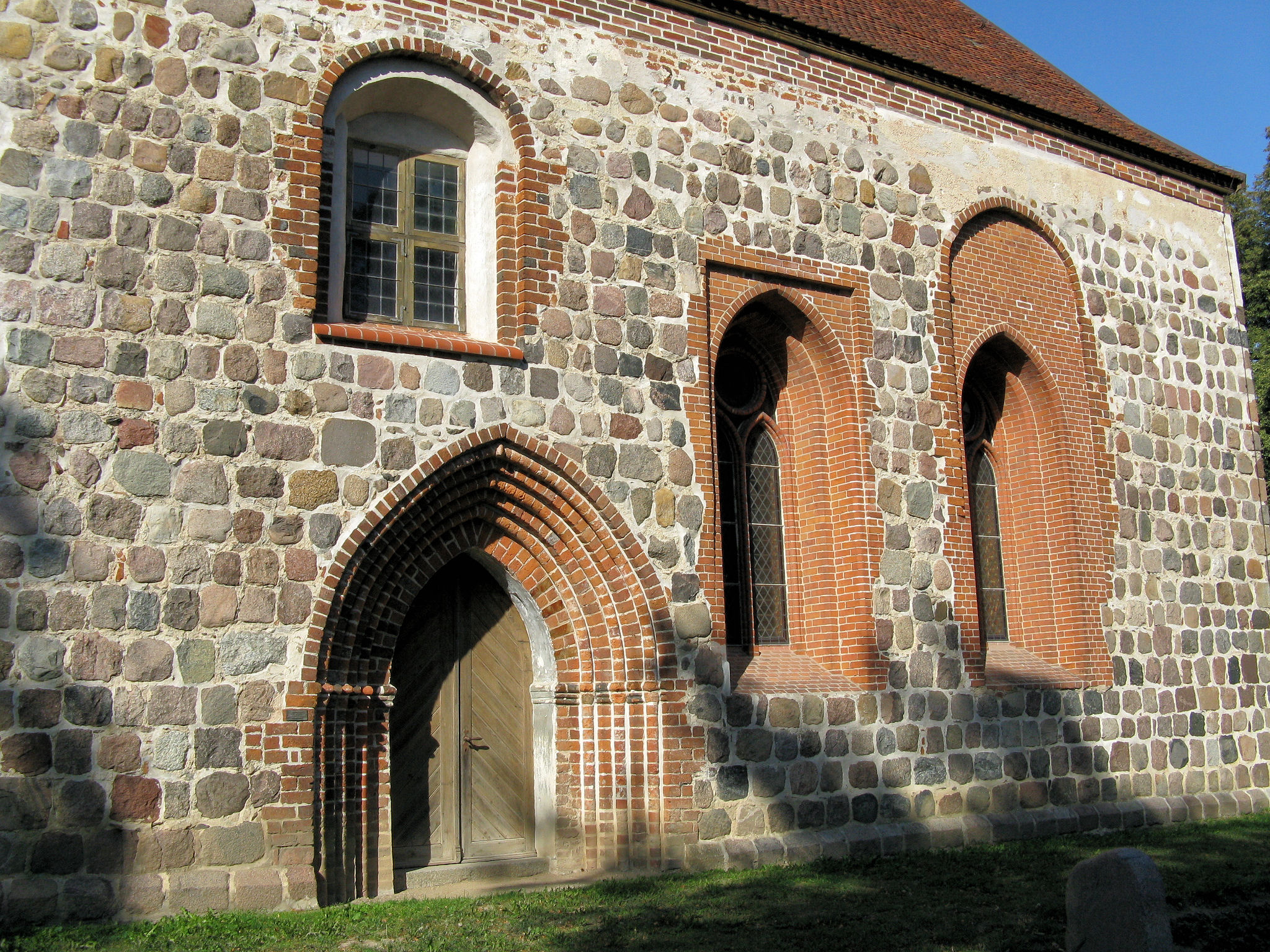
Südseite

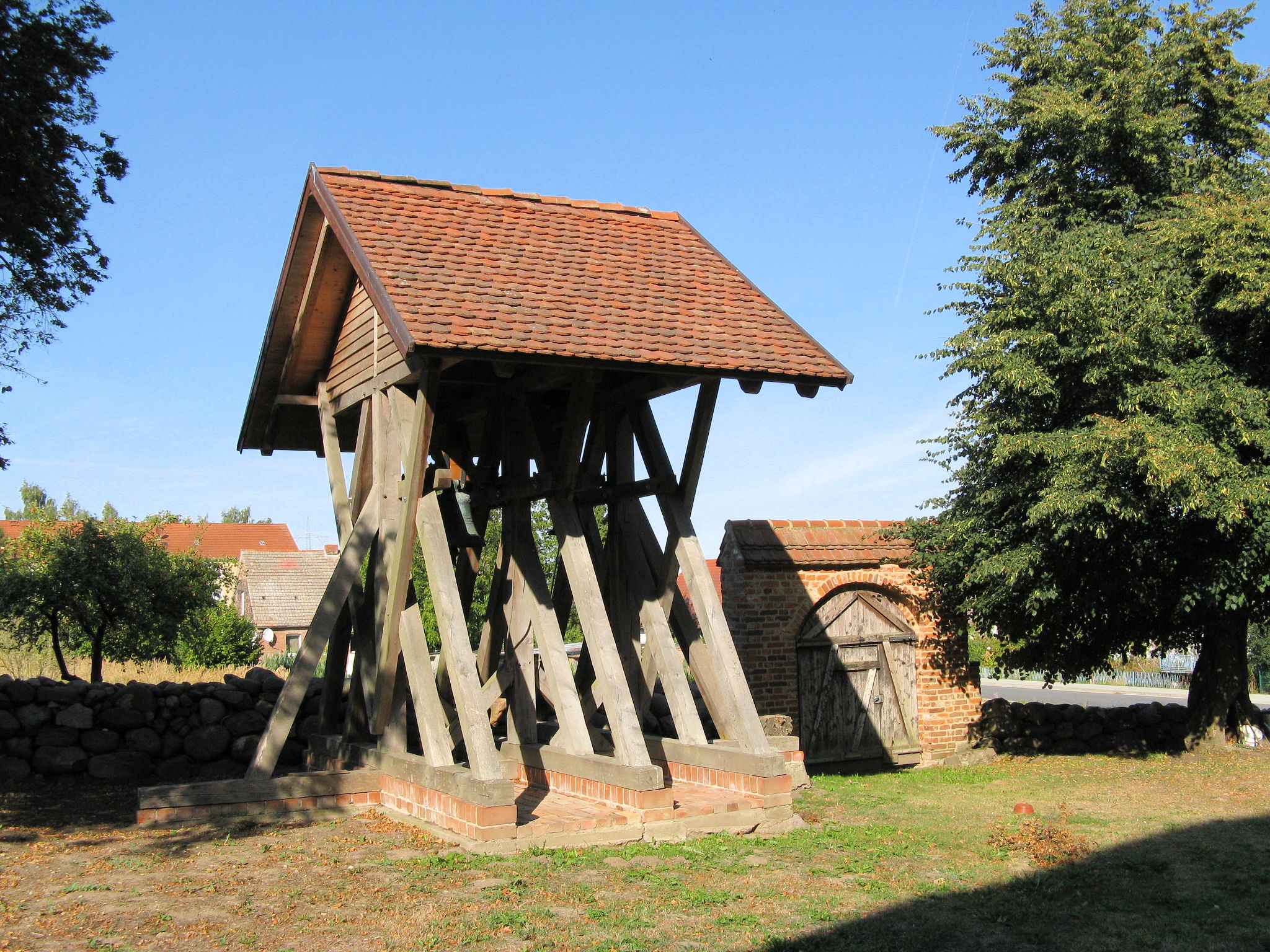
Glockenträger

Die evangelische Dorfkirche Duckow ist eine frühgotische Saalkirche im Ortsteil Duckow von Malchin im Landkreis Mecklenburgische Seenplatte in Mecklenburg-Vorpommern. Sie gehört zur Kirchengemeinde Gielow in der Propstei Rostock der Evangelisch-Lutherischen Kirche in Norddeutschland (Nordkirche).

## Geschichte und Architektur
Die Kirche in Duckow wurde als flachgedecktes, rechteckiges Bauwerk aus Feldstein im dritten Viertel des 13. Jahrhunderts erbaut. Nach den rudimentär vorhandenen Schildbögen war das Innere ursprünglich in zwei Jochen mit Kreuzgewölben abgeschlossen. Der Chor und der Westturm wurden zerstört, im Osten ist ein Fachwerkgiebel eingebaut. Ein spitzbogiges Portal im Süden mit eingestellten Rundstäben und profilierten, teils glasierten Kämpfern aus Backstein erschließt das Bauwerk. An der Nordseite sind gepaarte Lanzettfenster in einer rundbogigen Blende eingebaut, die übrigen Fenster wurden in Backstein bei einer umfassenden Wiederherstellung in der zweiten Hälfte des 19. Jahrhunderts eingebaut.

## Ausstattung
Hauptstück der Ausstattung ist ein ehemaliger Altaraufsatz mit reichen Schnitzereien aus der Zeit um 1710, der vermutlich als Kopie des Altars in Krakow am See geschaffen wurde. Er zeigt im Hauptfeld ein Relief des Kalvarienbergs, im Altarauszug die Auferstehung, in der Predella das Abendmahl und ist flankiert von Figuren der Evangelisten und bekrönt von Christus als Weltenrichter.
Eine Kanne aus Messing stammt aus der ersten Hälfte des 19. Jahrhunderts, zwei Totenkranzkonsolen aus den Jahren 1727 und 1742.
In einem freistehenden Glockenstuhl an der Nordostecke hängen zwei 1931 gegossene Glocken; die größere wurde in Lübeck bei M & O Ohlsson gegossen, die kleinere ist unbeschriftet. Die Kirche ist umgeben von einem Friedhof mit Feldsteintrockenmauer, auf dem mehrere Mitglieder der Familie von Maltzahn bestattet sind.

## Orgel
Die Orgel mit barockem Prospekt ist ein Werk von Matthias Friese aus dem Jahr 1780 mit heute acht Registern auf einem Manual (mechanische Schleiflade), das im Jahr 2016 durch Andreas Arnold restauriert wurde. Die Disposition lautet:
| Manual CD–c3 |       |         |
| Principal    | 8′    | (h0–c3) |
| Gedact       | 8′    |         |
| Principal    | 4′    |         |
| Flöte        | 4′    |         |
| Octave       | 2′    |         |
| Quinte       | 1 ⁄3′ |         |
| Super-Octave | 1′    |         |
| Trompete     | 8′    | (CD–h0) |

- Tremulant